# Clive Barker (trener)
Clive William Barker (ur. 23 czerwca 1944 w Durbanie, zm. 10 czerwca 2023 tamże) – południowoafrykański piłkarz i trener.

## Kariera piłkarska
Karierę piłkarską Barker rozpoczął w wieku 17 lat w klubie Durban City. Potem występował w lokalnym rywalu Durban United. Karierę piłkarską przerwała poważna kontuzja kolana.

## Kariera trenerska
Po zakończeniu kariery piłkarskiej Barker został trenerem. Prowadził m.in. Durban City, Bush Bucks, AmaZulu, Manning Rangers i Santos FC, dwukrotnie zdobywając mistrzostwo RPA.
W 1994 Barker został selekcjonerem reprezentacji RPA. W 1996 doprowadził ją do największego sukcesu w historii, zdobycia Pucharu Narodów Afryki. W 1997 wywalczył z RPA pierwszy, historyczny awans do Mistrzostw Świata 1998. Barker stracił posadę selekcjonera RPA po nieudanym starcie w Pucharze Konfederacji w grudniu 1997.